# Tadeusz Bancewicz
Tadeusz Bancewicz (ur. 30 lipca 1946 w Międzyrzeczu) – polski fizyk, profesor nauk fizycznych, specjalizuje się w optyce nieliniowej i molekularnej oraz spektroskopii molekularnej, nauczyciel akademicki Uniwersytetu im. Adama Mickiewicza w Poznaniu.

## Życiorys
Studia z fizyki ukończył na poznańskim UAM w 1970, gdzie następnie został zatrudniony i zdobywał kolejne awanse akademickie. Stopień doktorski uzyskał w 1977 (promotorem był prof. Stanisław Kielich), a habilitował się w 1988. Profesorem UAM był od 1991. Tytuł naukowy profesora nauk fizycznych został mu nadany w 2004 roku. Zagraniczne staże naukowe odbywał m.in. na State University of New York w Stony Brook (USA), Pennsylvania State  University (USA) oraz na Uniwersytecie w greckim Patras. Od 1989 współpracuje z grupą badaczy pod kierunkiem prof. Yves Le Duff'a z francuskiego Uniwersytetu w Angers.
Na macierzystym Wydziale Fizyki UAM pracuje jako profesor w Zakładzie Optyki Nieliniowej. Prowadzi zajęcia ze spektroskopii molekularnej, optoelektroniki i fotoniki. Jest członkiem Polskiego Towarzystwa Fizycznego. Swoje prace publikował m.in. w „Physical Review A” oraz „Journal of Chemical Physics”. Członek rady redakcyjnej czasopisma „Journal of Computational Methods in Sciences and Engineering”.
Jest synem Antoniego i Reginy (z domu Krugly) Bancewiczów; żonaty z Małgorzatą; córka - Iga.